# Malecz (gmina)
Malecz – dawna gmina wiejska istniejąca do 1939 roku w woj. poleskim (obecnie na Białorusi). Siedzibą gminy był Malecz.
W okresie międzywojennym gmina należała do powiatu prużańskiego w woj. poleskim. 22 stycznia 1926 roku do gminy Malecz przyłączono części obszaru zniesionych gmin Bajki i Mikitycze, a 1 kwietnia 1932 roku części obszaru zniesionych gmin Rewjatycze, Bereza Kartuzka i Linowo oraz części (nie zniesionych) gmin Sielec i Prużana.
Po wojnie obszar gminy Malecz wszedł w struktury administracyjne Związku Radzieckiego.